# Les Visiteurs de l'au-delà
Les Visiteurs de l'au-delà ou Les Envoûtées de l'espace (Intruders) est une minisérie américaine de 181 minutes, créée par Dan Curtis, diffusée le 17 mai 1992 sur le réseau CBS. Elle est basée sur le livre de l'ufologue Budd Hopkins (en), Intruders: The Incredible Visitations at Copley Woods.

## Synopsis
Les Visiteurs de l'au-delà raconte l'histoire d'enlèvements d'êtres humains par des extraterrestres. Partout dans le monde, des gens déclarent avoir été enlevés par des extraterrestres, emmenés dans des vaisseaux spatiaux et avoir été les sujets d'examens médicaux par ces extraterrestres. Les autorités, même si elles refusent de reconnaître officiellement la véracité de ces récits, ne semblent pas non plus totalement ignorantes…

## Fiche technique
- Titre original : Intruders
- Titre français : Les Visiteurs de l'au-delà ou Les Envoûtées de l'espace
- Réalisation : Dan Curtis
- Scénario : Barry Oringer et Tracy Tormé
- Musique : Bob Cobert
- Photographie : Tom Priestley Jr.
- Montage : Bill Blunden
- Casting : Mary Jo Slater
- Décors : Bryan Ryman
- Effets spéciaux de maquillage : Jeff Dawn
- Effets spéciaux visuels : Mitch Suskin, David Stipes et Steven J. Scott
- Effets spéciaux des créatures : Chuck Crisafulli, Jeff Himmel et Paul Pistore
- Effets des créatures : Robert Short
- Animatronique créatures : A.J. Workman
- Producteur : Branko Lustig
- Producteur associé : Tracy Tormé
- Producteurs exécutifs : Michael Apted, Dan Curtis et Robert O'Connor
- Coproducteurs : Mary Benjamin et Eric Schiff
- Compagnies de production : Dan Curtis Productions - CBS Entertainment Production - Osiris Films
- Compagnie de distribution : Americana Entertainment
- Durée : 181 minutes
- Pays : États-Unis
- Langue : Anglais Stéréo
- Image : Couleurs
- Ratio écran : 1.33:1 plein écran
- Procédé : Sphérique
- Pellicule : 35 mm
- Dates de premières diffusions : 
  -  États-Unis : 17 mai 1992 et 19 mai 1992 sur CBS
  -  France : 11 décembre 1993 et 18 décembre 1993 sur Canal+ puis 30 septembre 1995 sur M6

## Distribution
- Richard Crenna : Dr. Neil Chase
- Daphne Ashbrook : Lesley Hahn
- Mare Winningham : Mary Wilkes
- Susan Blakely : Leigh Holland
- Ben Vereen : Gene Randall
- Steven Berkoff : Addison Leach
- Jason Beghe : Ray Brooks
- Rosalind Chao : Dr. Jenny Sakai
- G. D. Spradlin : Général Hanley
- Glenn Morshower : un capitaine de l'armée de l'air
- François Chau : un technicien de laboratoire
- Bre Blair : Leigh Holland, enfant (non créditée)

## Diffusions françaises
En France, cette mini-série a été diffusée pour la première fois sur Canal+ en décembre 1993, sous le titre Les Envoûtées de l'espace, en deux parties d'environ 1 h 30 chacune, le samedi 11 décembre et le samedi 18 décembre 1993, en première partie de soirée. Puis la mini-série a été diffusée d'un seul bloc de 3 h le samedi 1er janvier 1994, dans l'après-midi.
Elle a ensuite été diffusée pour la première fois sur une chaîne hertzienne non payante le samedi 30 septembre 1995, sur M6, sous le titre Les visiteurs de l'au-delà, puis rediffusée à compter de cette date par cette même chaîne, environ une fois par an, en 1996 et 1997, en passant les deux parties au cours d'une même soirée (mais séparées par une coupure pub).
Auparavant, cette mini-série avait été distribuée en France (sous son titre original Intruders) en VHS par la Fox Video, dès 1992, laquelle version est parue plus tard, sous forme de DVD, en novembre 2004. La version diffusée sur ces deux supports (VHS de 1992 et DVD de 2004) est une version courte d'environ 2 h 40, amputée de onze scènes de longueur variable et écourtant la mini-série de 21 minutes par rapport à original.

## Nominations
- Primetime Emmy Award :
  - Primetime Emmy Award de la meilleure actrice dans un second rôle dans une mini-série ou un téléfilm 1993 (Ben Vereen)
- Saturn Award :
  - Saturn Award de la meilleure série 1993
- American Society of Cinematographers Award :
  - Meilleure photographie pour une minisérie 1993

## DVD
- France :

La mini-série est sortie dans un montage plus court en DVD.
- Intruders (DVD Keep Case) sorti le 19 novembre 2004 édité par Paramount Pictures et distribué par Paramount Home Entertainment France. Le ratio écran est en 1.33:1 plein écran 4:3. L'audio est en Français, Anglais, Espagnol, Allemand et Italien 2.0 Dolby Digital. Les sous-titres sont en Anglais, Italien, Arabe, Bulgare, Croate, Finlandais, Espagnol, Allemand, Grec, Hébreux, Hongrois, Islandais, Polonais, Serbe, Slovène et Tchèque. Pas de suppléments. La durée du film est de 161 minutes. Il s'agit d'une zone 2 Pal. ASIN B0006B7IJE